# Tal para cual (película de 2022)
Tal para cual es una película de comedia romántica estadounidense de 2022. La película sigue la historia de Lola, una ejecutiva de vinos de Los Ángeles. Stuart McDonald dirige la película y Victoria Justice interpreta a Lola, mientras que Adam Demos aparece como Max. La película se estrenó el 19 de mayo de 2022 en Netflix. La película se describe como un reloj divertido hecho para los amantes del vino y las historias de éxito de mujeres empresarias.

## Sinopsis
Lola (Victoria Justice), una exitosa ejecutiva de una compañía vinícola de Los Ángeles, deja su empleo para fundar su propia distribuidora de vinos y viaja a Australia para captar a su primer cliente, la empresa de la familia Vaughn. Pero, por desgracia, a ellos no les interesa un negocio que está recién empezando. Ansiosa por demostrar que está a la altura, se ofrece para trabajar como ayudante en el criadero de ovejas de los Vaughn. Aunque al principio no parece estar hecha para el trabajo duro de reparar cercos y arrear ganado, aprende con el apuesto encargado del lugar, Max (Adam Demos), con quien entabla una amistad. Y, a medida que se van conociendo, Lola se da cuenta de que, más allá de las oportunidades de negocios, Australia también puede ser el lugar donde descubrir el amor.

## Elenco
- Victoria Justice como Lola Alvarez
- Adam Demos como Max Vaughn
- Luca Asta Sardelis como Brisa
- Craig Horner como Calder
- Antonio Alvarez como Carlos Alvarez
- Lucy Durack como Audra
- Emily Havea como Sam
- Natalie Abbott como Kylie
- Jayden Popik como Henry
- Samantha Tolj como Hazel Vaughn (acreditada como Samantha Cain).[3]

## Producción
La película fue filmada en Queensland, Australia y fue producida por Hoodlum Entertainment en colaboración con Screen Australia. La película fue apoyada económicamente por la ciudad de Gold Coast y los cineastas trabajaron de cerca con la Agencia de Protección Animal para salvaguardar a los animales que aparecen en la película. En los créditos, los productores reconocen al pueblo Kombumerri de la región lingüística de Yugambeh, en la que se rodó la película. Las guionistas, Hilary Galanoy y Elizabeth Hackett se han unido antes en Amor en obras y Love, Guaranteed.

## Recepción
De acuerdo con el sitio web de reseñas Rotten Tomatoes, el 56% de las reseñas de 9 críticos son positivas, con una calificación promedio de 5.2/10. La crítica de cine Aurora Amidon escribió que la película contiene las características de una exitosa película de Hallmark. Describió a Lola como un "personaje femenino refrescante e inspirador". De hecho, la película comparte el título con una película de Hallmark ("The Perfect Pairing") que se estrenó a principios de este año. La escena de cantar "Are You Gonna Be My Girl" de Jet se caracteriza por su estilo visual. Screen Rant revisó la película y declaró que puede que "no se destaque para la mayoría, pero su aura es suficiente para justificar verla". La película también recibió algunas críticas negativas. Natasha Alvar escribió que las conversaciones son un "festival de siestas" y que los personajes secundarios no son muy interesantes.